# 光启学校
光启学校（英语：Xavier School；菲律宾语：Paaralang Xavier；繁体中文：光啓學校；闽南话：Kong-khé Ha̍k-hāu）是菲律宾马尼拉的天主教耶稣会大学准备学校。
光启学校是在菲律宾和东南亚第一级的小学和中学。